# ホテル・ルワンダ
『ホテル・ルワンダ』（Hotel Rwanda）は、2004年のドラマ映画。テリー・ジョージが監督を務めた。主演はドン・チードルとソフィー・オコネドーで、ホテル経営者のポール・ルセサバギナとその妻タチアナを演じている。1994年春に発生したルワンダ虐殺を題材に、ルセサバギナが自分の家族と1,000人以上の難民の命を救うために、包囲されたオテル・デ・ミル・コリンに避難所を提供したことを記録している。
アカデミー賞の主演男優賞（チードル）、助演女優賞（オコネド）、脚本賞を含む複数の賞にノミネートされた。

## 概要
1994年、ルワンダで勃発したルワンダ虐殺によりフツ族過激派が同族の穏健派やツチ族を120万人以上虐殺するという状況の中、1200名以上の難民を自分が働いていたホテルに匿ったホテルマン、ポール・ルセサバギナの実話を基にした物語である。
フツ族の過激派は、ツチ族反乱軍によって排除されるまで、およそ100日間に約80万人の人々を殺害した。映画の最後に映し出される文章によって、フツ族の将軍など虐殺の指導者達が裁かれたことが示される。
原作はなく、ルセサバギナの自伝『An Ordinary Man』（Tom Zoellnerとの共著、ISBN 0-670-03752-4）が2006年4月に出版された。オリバー大佐のモデルは、ロメオ・ダレールという人物。舞台となったホテル「オテル・デ・ミル・コリン」は、現在では営業を再開している。撮影のほとんどは南アフリカで行われた。

## あらすじ
フツ族の過激派が巻き起こした混乱状態の中で、ホテルの支配人だったポールは、自分の家族を救うことだけを考えた。しかし、虐殺が始まったことを知り、その重大さに気がついた彼は、ホテルにツチ族やフツ族の難民をともに受け入れることを決断する。
無力ながらも踏みとどまり続ける国連軍や、有名ホテルとしてのステータスを盾に、人々を過激派からかばい続ける一方で、ホテルの支配人として培った人間関係を利用して、彼は1268人の難民の命を救うことに奔走する。

## キャスト
※括弧内は日本語吹き替え
- ポール・ルセサバギナ - ドン・チードル（梅津秀行）
- タチアナ・ルセサバギナ - ソフィー・オコネドー（浅野まゆみ）
- オリバー大佐 - ニック・ノルティ（松山政路）
- ジャック・ダグリッシュ - ホアキン・フェニックス（森川智之）
- ビジムング将軍 - ファナ・モコエナ
- パット・アーチャー - カーラ・シーモア（水沢史絵）
- テレンス社長 - ジャン・レノ（大塚明夫）
- グレゴワール - トニー・キゴロギ（中村悠一）
- デュベ - デズモンド・デュベ（英語版）（伊丸岡篤）
- ジョルジュ・ルタガンダ（英語版） - ハキーム・ケイ＝カジーム（安元洋貴）

## 日本公開までの経緯
アカデミー賞やゴールデングローブ賞にノミネートされるなど世界での評価は高かったが、虐殺を扱う重い内容であった事と、当初から高額であった映画配給権がドン・チードルがアカデミー賞にノミネートされて更に高騰したことにより、日本では公開が見送られていた。
しかし、映画評論家の町山智浩や映画ファンが呼びかけ、上映への署名運動もあり、2006年1月14日から、メディアスーツ配給で渋谷『シアターN』などの映画館で公開した。